# Heinz Michallik
Heinz Michallik (Hamm, 1947. július 21. –) német labdarúgó, hátvéd, középpályás.

## Pályafutása
1967-ig a Herringer SV, 1967 és 1971 között a DJK Gütersloh, 1971 és 1974 között a Borussia Mönchengladbach, 1974 és 1978 között az FC Augsburg labdarúgója volt. A Borussia együttesével egy nyugatnémetkupa-győzelmet ért el. Tagja volt az 1972–73-as idényben UEFA-kupadöntős csapatnak.

## Sikerei, díjai
Borussia Mönchengladbach
- Nyugatnémet bajnokság (Bundesliga)
  - 2.: 1973–74
- Nyugatnémet kupa (DFP-Pokal)
  - győztes: 1973
- UEFA-kupa
  - döntős: 1972–73